# إل شافو انيمادو
إل شافو انيمادو (بالإسبانية: El Chavo Animado)‏ هو مسلسل رسوم متحركة مكسيكي من إنتاج روبرتو غوميز بولانوس عرض على محطة القناة الخامسة من 21 أكتوبر 2006. استند في قصته على مسلسل كوميدي لعام 1971، إل شافو ديل أوتشو.

## طاقم العمل
- يسوع جوزمان بدور إل شافو، جودينز
- سيباستيان لابور بدور كويكو والسيد باريغا (مواسم 5-7)
- ماريو كاستانيدا بدور دون رامون ونيو نيو
- إيريكا إدواردز بدور دونا فلوريندا ولا بوبس
- خوان كارلوس تينوكو (مواسم 1-2) ومويسيس سواريز الدانا (مواسم 3-7) بدور مدرس جيرافاليس
- إريكا ميريليس بدور دونا كلوتيلد (لا بروجا ديل 71)
- فيكتور ديلجادو (مواسم 1-5) بدور السيد باريغا
- ماجي فيرا بدور باتي
- ليوناردو جارسيا (مواسم 1-5) وهيكتور ميراندا (مواسم 6-7) بدور خايمي، ساعي البريد
- جوليتا ريفيرا بدور جلوريا